# Голямо ему
Голямото ему или само ѐму  (Dromaius novaehollandiae) е вид едра птица от семейство Казуарови (Casuariidae). Отглежда се като домашно животно за производство на месо.

## Разпространение
Видът е разпространен в по-голямата част от Австралия.

## Описание
Голямото ему е втората по височина съвременна птица след щрауса (Struthio camelus), като достига на височина 150 до 190 сантиметра и маса от 18 до 60 килограма.

## Хранене
Хранят се с различни растения и насекоми, като издържат дълго време без храна и вода.